# Santa Terezinha do Tocantins
Santa Terezinha do Tocantins es un municipio brasileño del estado del Tocantins. Se localiza a una latitud 6°26′4″ S y a una longitud 47°40′21″ O, estando a una altitud de 250 metros. Su población estimada en 2004 era de 2 691 habitantes. Posee un área de 276,741 km².